# Kalínove (Lugansk)
Kalínove (en ucraniano: Калинове, romanizado: Kalynove; en ruso: Калиново, romanizado: Kalínovo) es un asentamiento urbano ucraniano perteneciente al óblast de Lugansk. Situado en el sureste del país, es parte del raión de Alchevsk y del municipio (hromada) de Kádievka. Sin embargo, según el sistema administrativo ruso que ocupa y controla la región, Kalínove pertenece al raión de Pervomaisk.  
El asentamiento se encuentra ocupado por Rusia desde la guerra del Dombás, siendo administrado como parte de la de facto República Popular de Lugansk.

## Geografía
Kalínove está a orillas del río Lugan, 13 km al sur de Popasna y 62 km al oeste de Lugansk.

## Historia
El pueblo fue fundado en 1720. A mediados del siglo XVIII, la 13.ª compañía del Regimiento de húsares de Bajmut se ubicó aquí, por lo que el pueblo se llamó "Decimotercera Compañía".
Durante el Holodomor (1932-1933), murieron al menos 205 residentes del pueblo (según otros datos, 89 víctimas). Kalínove recibió el estatus de asentamiento de tipo urbano en 1938.
En julio de 1995, el Gabinete de Ministros de Ucrania aprobó la decisión de privatizar la granja estatal Rossiya ubicada aquí.
En el verano de 2014, durante el curso de la guerra del Dombás, se produjeron hostilidades en Kalínove y las tropas ucranianas recuperaron el asentamiento el 12 de agosto. El 4 de octubre de 2014, el área fue evacuada por las fuerzas armadas ucranianas y ocupada por separatistas de la República Popular de Lugansk. Al oeste del pueblo se encuentra la línea de demarcación de fuerzas en el Dombás fijada en Minsk II. Como resultado de los combates del 29 de enero de 2017, las tropas ucranianas capturaron refugios enemigos y avanzaron varios kilómetros en dirección a Kalínove.

## Demografía
La evolución de la población entre 1859 y 2021 fue la siguiente:
| 2518                                                          | 3819 | 6139 | 4646 | 3862 | 3180 | 3096 | 2988 | 2948 |
| (Fuente: Cities & Towns of Ukraine y UKRAINE: Größere Städte) |      |      |      |      |      |      |      |      |

Según el censo de 2001, la lengua materna de la mayoría de los habitantes, el 80,99%, es el ucraniano; del 18,49% es el ruso.

## Infraestructura

### Transporte
Kalínove se encuentra a 4 km de la estación Teplogorsk en Irmino y a 10 km de la estación Stájanov en Almazna. Hay servicio de autobús a las ciudades de Kadievka y Pervomaisk.